# Réseau de Seine-et-Marne (SE)
Ne doit pas être confondu avec CFD Réseau de Seine-et-Marne.

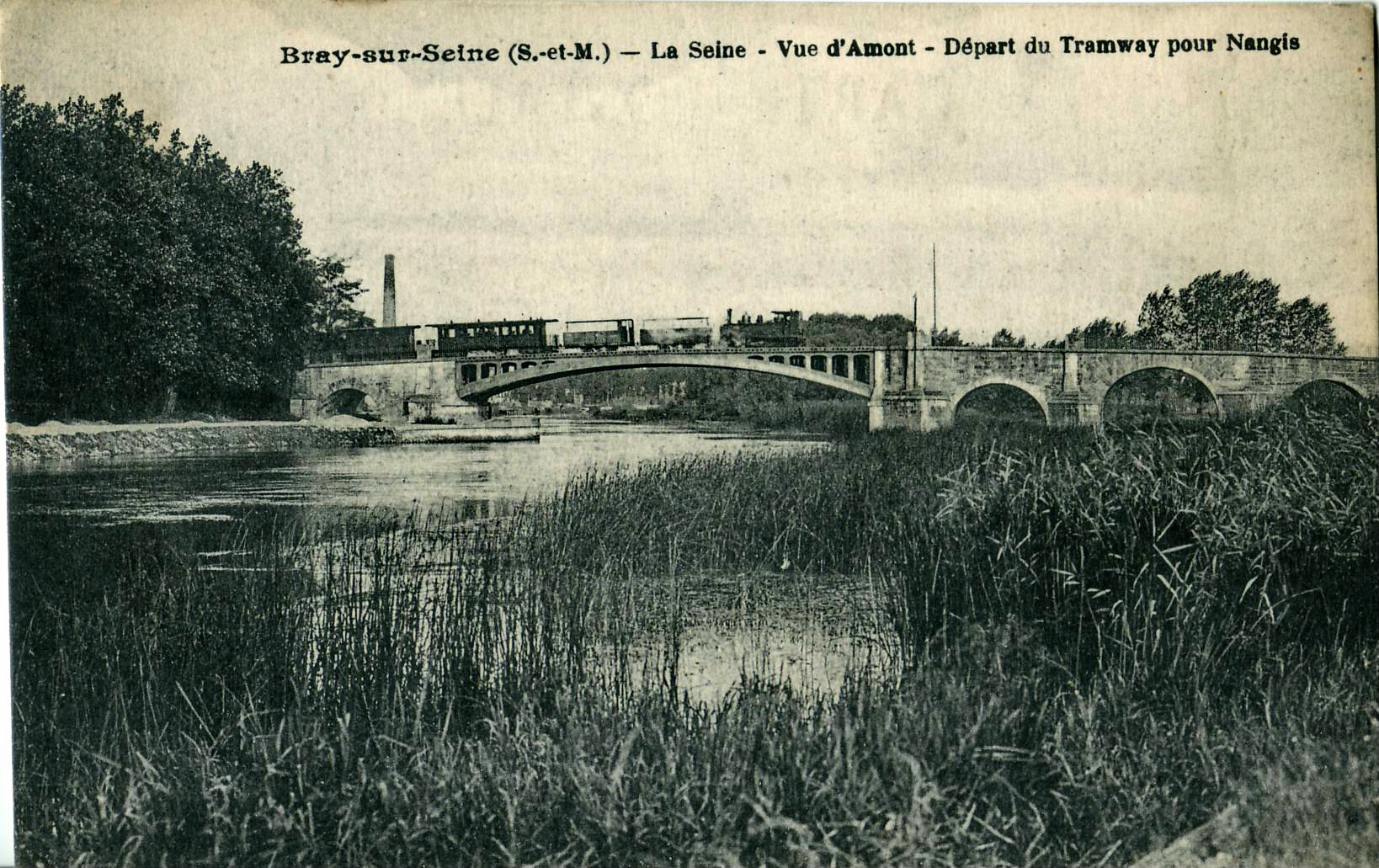
Un train sur le pont sur la Seine, au départ de Bray

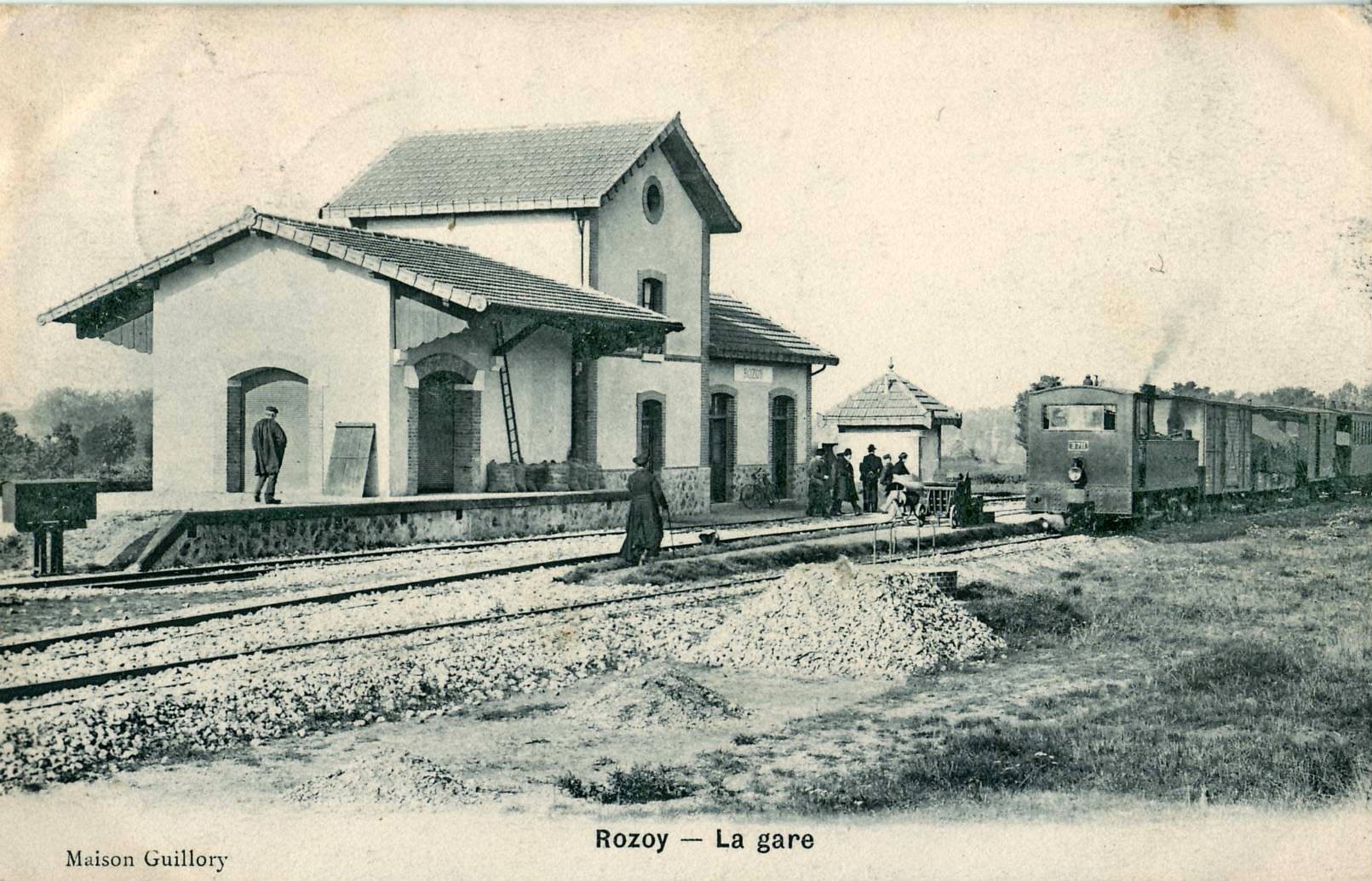
un train en gare de Rozoy, avec la locomotive Cail 3711

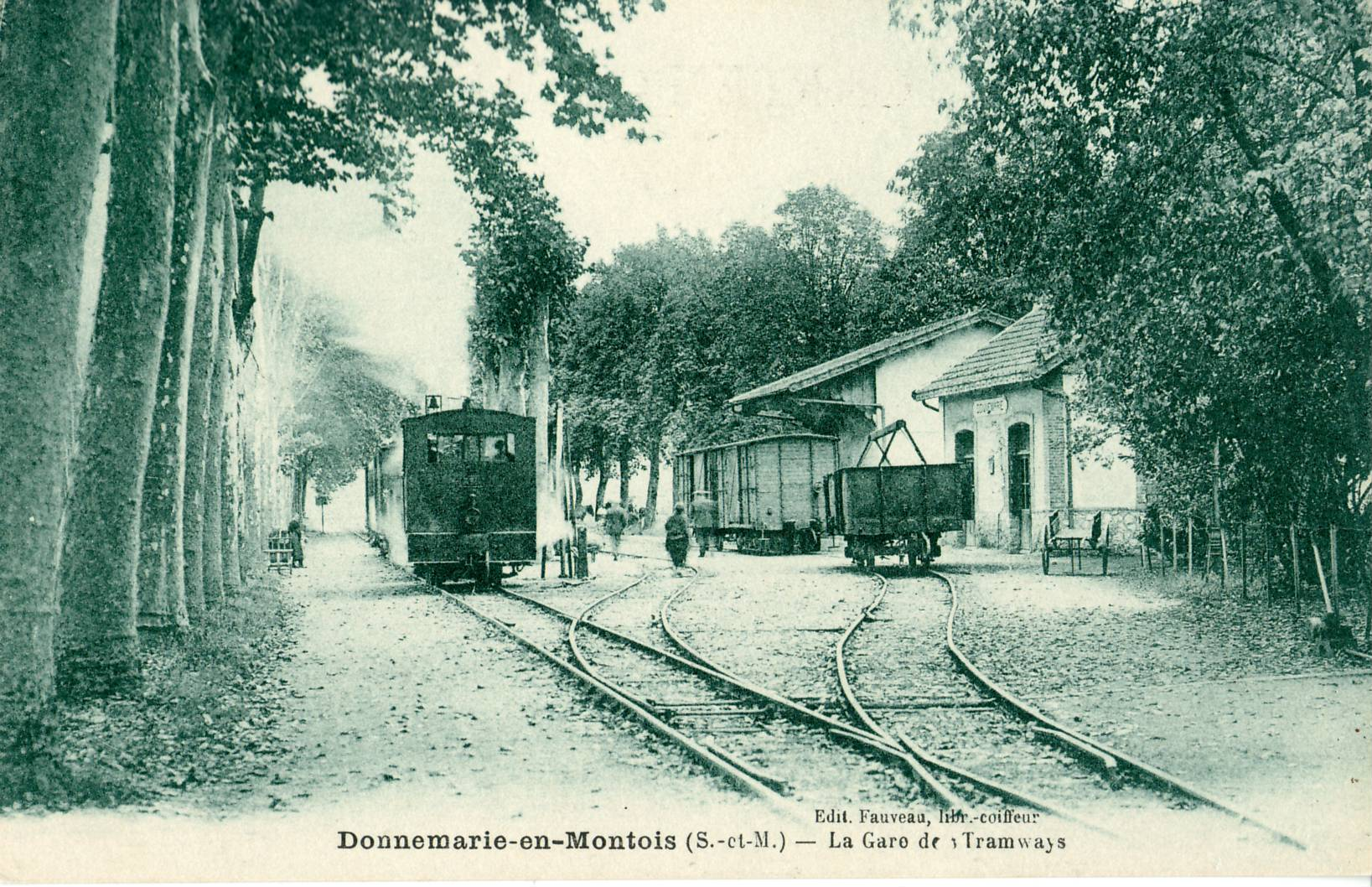
La gare de Donnemarie-en-Montois, sur la ligne Jouy-le-Châtel - Bray-sur-Seine

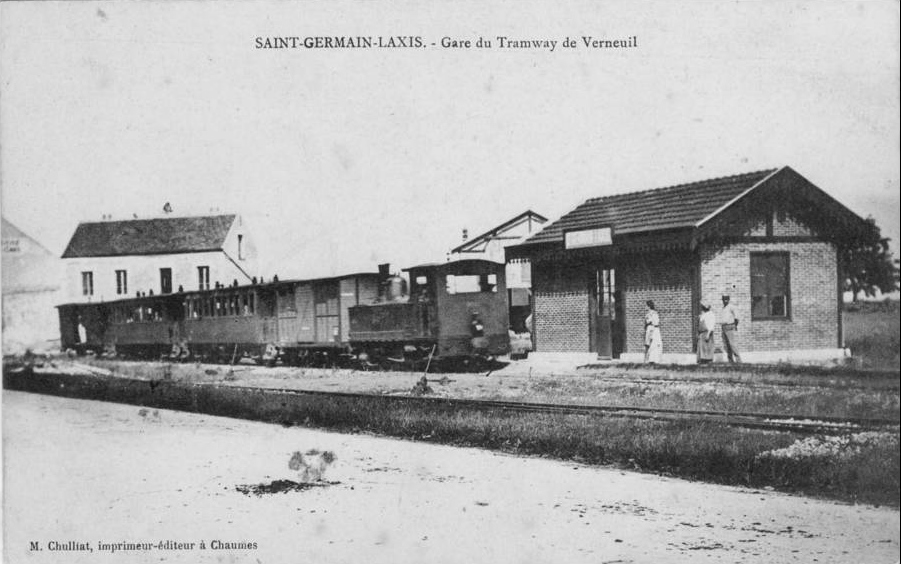
un train en gare de Saint-Germain-Laxis

Le Réseau de Seine-et-Marne est un ancien réseau de chemins de fer à voie métrique, concédé à la Société générale des chemins de fer économiques (SE) et situé dans le département de Seine-et-Marne. 

## Histoire
Il a fonctionné de 1901 à 1950. Une section a été conservée entre Nangis et Jouy-le-Châtel et exploitée jusqu'en 1965 par la SE pour la sucrerie de Nangis.

## Lignes
L'exploitation était assurée sur les lignes de tramway de :
- Jouy-le-Châtel à Marles-en-Brie (24 km), ouverte en 1902 ;
- Sablonnières à Bray-sur-Seine (88 km), ouverte :
  - de Sablonnières à Saint-Siméon le 23 novembre 1903[2]
  - de Saint-Siméon à Jouy-le-Châtel le 23 mars 1903[2]
  - de Jouy-le-Châtel à Nangis-Gare le …
  - de Nangis-Gare à Nangis-Faubourg le 11 mai 1903[2]
  - de Nangis-Faubourg à Bray-sur-Seine le …
- Verneuil-l'Étang à Melun (19 km), ouverte en 1901, qui est une ligne isolée.

Le centre du réseau était situé à Jouy-le-Châtel.

## Matériel roulant
Locomotives à vapeur :
- N° 3701 à 3713,  type 031T, construites par Cail en 1900
- N° 3714, type 031T, construite par Buffaud & Robatel en 1908, dénommée Beton-Bazoches, l'une des communes desservie par le réseau.

Voitures à voyageurs :
- 30 voitures à bogies et plateformes extrêmes.

Wagons de marchandises :
- 150 wagons de marchandises.

## Matériel et installations préservées

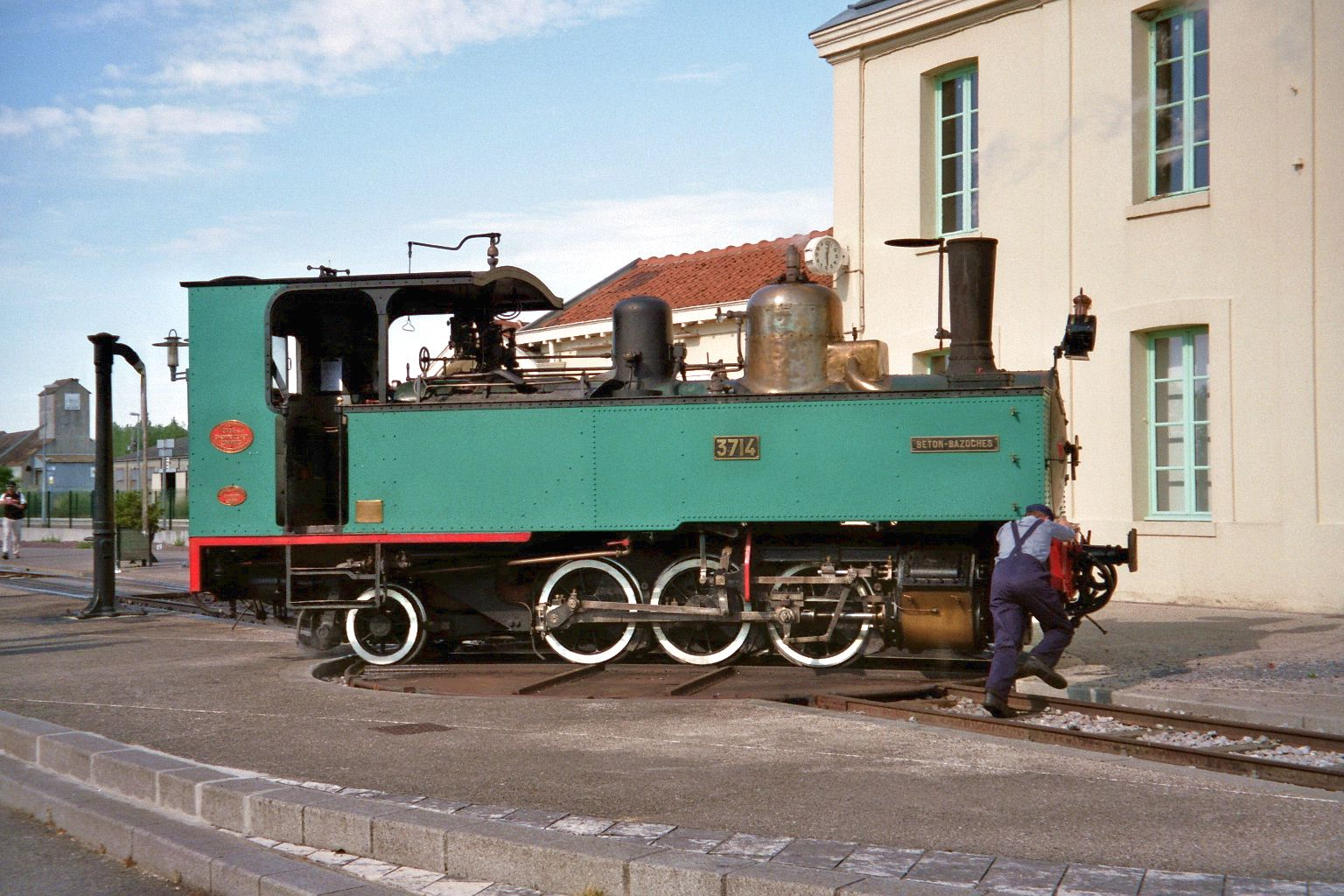
La locomotive Buffaud et Robatel n°3714, restaurée et en service sur le CFBS

La locomotive Buffaud & Robatel n°3714 a été préservée et restaurée par le Chemin de fer de la baie de Somme (CFBS), où elle circule régulièrement.
Le Musée des tramways à vapeur et des chemins de fer secondaires français (MTVS) conserve la voiture à voyageurs n°ABf117, qui circula sur le réseau de 1900 à 1929, avant d'être mutée sur le Petit Anjou où elle portait le numéro ABf83. Cette voiture est à reconstruire.
Le fourgon Df803 a été préservé et restauré par le Chemin de fer de la baie de Somme (CFBS) où il circule régulièrement.

## voir aussi